# Französische Badmintonmeisterschaft 2007
Die Französische Meisterschaft 2007 im Badminton fand vom 2. bis zum 4. Februar 2007 in Villeneuve-d’Ascq statt. Es war die 58. Austragung der nationalen Titelkämpfe im Badminton in Frankreich.

## Austragungsort
- Le Palacium

## Finalresultate
| Disziplin    | Sieger                           | Finalist                       | Ergebnis            |
| ------------ | -------------------------------- | ------------------------------ | ------------------- |
| Herreneinzel | Simon Maunoury                   | Matthieu Lo Ying Ping          | 21–9, 21–15         |
| Dameneinzel  | Pi Hongyan                       | Emilie Despierres              | 21–9, 21–8          |
| Herrendoppel | Svetoslav Stoyanov Mihail Popov  | Thomas Quéré Erwin Kehlhoffner | 21–16, 19–21, 21–13 |
| Damendoppel  | Elodie Eymard Weny Rahmawati     | Laura Choinet Elisa Chanteur   | 21–8, 21–6          |
| Mixed        | Svetoslav Stoyanov Elodie Eymard | Baptiste Carême Laura Choinet  | 21–12, 21–19        |